# Expédition britannique en Éthiopie
L'expédition britannique en Éthiopie est une expédition punitive menée par les forces armées de l'Empire britannique contre Téwodros II, souverain de l'Empire éthiopien, en 1868. Un corps expéditionnaire dirigé par Robert Napier est envoyé en Éthiopie, à travers un terrain montagneux dépourvu de routes, afin de libérer des missionnaires et des représentants du gouvernement britannique retenus prisonniers par le negusä nägäst. Soutenue par le gouverneur du Tigré Kassa Mercha, l'expédition est un succès pour les Britanniques et s'achève par le suicide de Téwodros II. L'historien Harold G. Marcus a décrit cet évènement comme « l'une des affaires d'honneur les plus coûteuses de l'histoire ».

## Contexte
En octobre 1862, l'empereur Téwodros était dans une position précaire : la majorité de l'Éthiopie était en révolte contre lui, à l'exception d'une petite région s'étendant du lac Tana jusqu'à l'est de sa forteresse à Magdala. Afin de réaffirmer sa légitimité, Téwodros demanda de l'aide aux puissances européennes : la Russie, la Prusse, l'Autriche-Hongrie, la France et le Royaume-Uni. Le gouvernement français fut le seul à lui répondre, mais ce n'était que pour lui transmettre les requêtes d'une mission lazariste établie dans l'Hamasien, aux confins du royaume de Téwodros. Peu après cet échec, l'empereur fit amener devant lui un missionnaire britannique, Henry Stern (en), qui avait mentionné dans un livre ses origines modestes, alors que Téwodros était très attaché à faire reconnaître les origines de sa dynastie. Il manifesta sa colère en enchaînant le missionnaire, ainsi qu'en faisant battre à mort ses serviteurs.
Le consul britannique Charles Duncan Cameron (en), l'abouna Salama et un groupe de missionnaires basés à Gafat intercédèrent en faveur de la libération du prisonnier. Leurs efforts semblaient sur le point d'aboutir, mais le 2 janvier 1864, Cameron fut à son tour capturé et enchaîné. Peu après, Téwodros ordonna que la plupart des Européens présents dans le camp royal soient eux aussi enchaînés, à l'exception d'un groupe d'artisans allemands qui restèrent en bons termes avec l'empereur et ne furent jamais menacés d'emprisonnement.
Le gouvernement britannique mandata Hormuzd Rassam pour négocier une issue à cette crise diplomatique, mais la sécurité dans le Tigré, l'indécision du roi, et les palinodies sur les instructions à donner à l'envoyé retardèrent l'arrivée de Rassam auprès du roi jusqu'en janvier 1866. Dans un premier temps, Rassam sembla avoir réussi en recevant les faveurs de l'empereur qui lui permit de s'établir à Qorata, sur les rives méridionales du lac Tana, lui envoya des présents et libéra Cameron, Stern, et les autres otages dans le campement. Toutefois, pendant cette période C.T. Beke, arriva à Massawa, et transmit des lettres de familles d'otages au roi Téwodros et demandant leur libération. Cette demande sema la confusion dans l'esprit du roi, et son attitude devint de plus en plus erratique, alternant entre gestes d'amitié et accusations paranoïaques voire violentes. Finalement, Rassam finit lui aussi prisonnier et transféré avec les autres vers la forteresse de Magdala au mois de juin. Les négociations se poursuivirent jusqu'à l'annonce de la reine Victoria de l'envoi d'une expédition militaire le 21 août 1867.

## La campagne militaire
L'armée des Indes, sous le commandement du lieutenant-général Sir Robert Napier composait l'essentiel du corps expéditionnaire, doté de 13 000 soldats britanniques et indiens, de 26 000 suiveurs et de près de 40 000 animaux, incluant des éléphants. Les premiers ingénieurs débarquèrent à  Zula au sud de Massawa, où ils commencèrent la construction d'un port pendant que des éclaireurs dirigés par Sir William Lockyer Merewether (en), se dirigèrent vers le lit asséché de la Kumayli River jusqu'à Senafe.
Merewether transmit alors deux lettres, la première demandant à l'empereur de libérer les otages fut détruite avant sa réception, la seconde adressée au peuple éthiopien visait à préciser le but de l'expédition des Britanniques dans le but de libérer des otages. Napier arriva à Zula le 2 janvier 1868, où il finalisa sa stratégie avant d'arriver à Senafe.
Les forces britanniques mirent 3 mois à atteindre la forteresse de l'empereur à Magdala. Arrivés à Antalo, Napier parlementa avec le Ras Cassa (le futur empereur Yohannes IV), et gagna son soutien précieux pour franchir les plateaux éthiopiens sans hostilité locale. Le 17 mars, l'armée atteignit le Lac Achangi (en) et dut désormais se contenter de rations allégées. Pendant ce temps, l'Empereur devait faire face à la défection de ses soldats et à l'hostilité des populations lorsqu'il décida d'aller à la rencontre des troupes britanniques.
Les troupes se rencontrèrent le 9 avril, jour du Vendredi saint, en dehors de Magdala et les forces britanniques mirent en déroute les défenseurs éthiopiens. Au bout des deux jours qui suivirent, les otages furent libérés et l'Empereur préféra se suicider plutôt que d'avoir à se rendre.

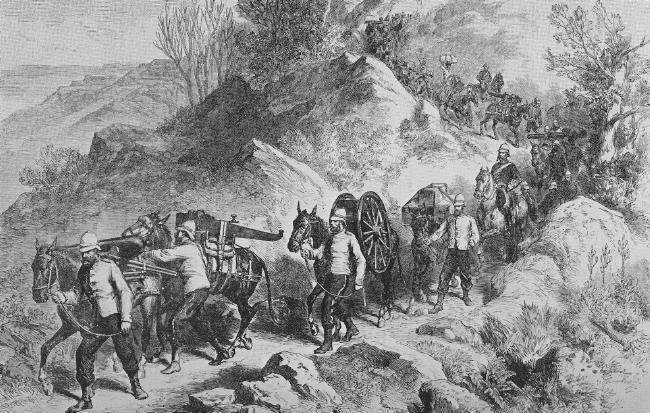
Les troupes britanniques dans leur marche de retour vers Zula

## Conséquences
Les Britanniques rentrèrent dans la capitale et Sir Robert autorisa ses troupes à piller Magdala, et aussi ses églises, comme mesure de représailles, avant de repartir d'Éthiopie sans recevoir de marque de gratitude des populations locales.
À Senafe, les Britanniques récompensèrent le Ras Cassa, notamment en armements, ce qui favorisa son accession au pouvoir. Sir Robert Napier rentra en Angleterre par le canal de Suez, et, bien que son expédition ait été qualifiée de « réparation de point d'honneur le plus onéreux de l'histoire », fut fait baron Napier de Magdala par la reine Victoria.

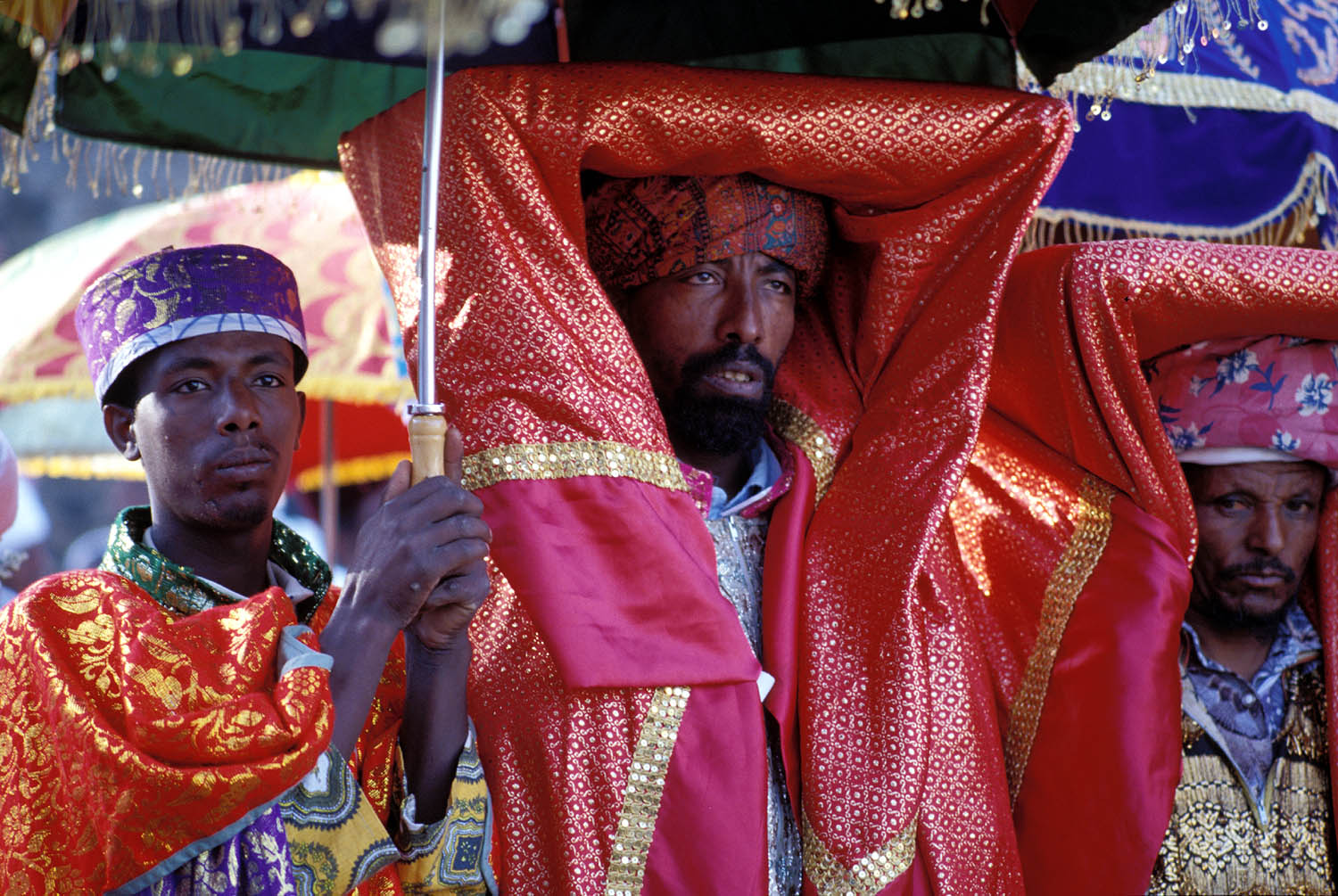
Un tabot, caché dans une riche custode, est porté en procession par un prêtre orthodoxe éthiopien lors de la célébration de l'épiphanie

 Parmi le butin emporté par les Britanniques figuraient de nombreux manuscrits, et des accessoires religieux spécifiques du rite orthodoxe éthiopien : les tabots, reproductions ornées des tables de la Loi, faites de pierre ou de bois d'acacia. L'apparition de ces objets de culte, profondément vénérés en Éthiopie, chez les antiquaires et dans les musées anglais suscita un grand intérêt chez les historiens des religions  - cependant que leur vol resta longtemps un sujet de rancœur dans la population éthiopienne. Certains tabots, ainsi que la couronne de Téwodros, furent rendus ultérieurement à l'Éthiopie.

## Documents historiques
- Antoine d'Abbadie d'Arrast,  L'Abyssinie et le roi Théodore, Ch. Douniol, Paris, 1868 [lire en ligne]
- Henry Blanc, Ma captivité en Abyssinie : avec des détails sur l'empereur Théodore, traduit par Mw Arbousse-Bastide, Société des traités religieux, Paris, 1870 [lire en ligne]
- Henry Blanc, Les captifs de Théodoros, d'après la relation du Dr Blanc, traduit et abrégé par Ferdinand de Lanoye, Hachette, Paris, 1869 [lire en ligne]
- Charles Bussidon, Abyssinie et Angleterre (Théodoros) : perfidies et intrigues anglaises dévoilées, souvenirs et preuves, A. Barbier, Paris, 1888 [lire en ligne]